# Маккензия
Маккензия (лат. Mackenzia costalis) — вид вымерших стрекающих из отряда актиний, живших в кембрийском периоде. Представитель фауны сланцев Бёрджес.

## Открытие и систематика
Окаменелости животного, позднее названного маккензией, были найдены в 1911 году американским палеонтологом Чарлзом Уолкоттом среди кембрийских окаменелостей пластов филлоподов в составе сланцов Бёрджесс — горной формации на склонах горы Маунт-Стивен в национальном парке Йохо в канадской части Скалистых гор на территории провинции Британская Колумбия в Канаде.
Родовое название было дано в честь горы Маккензи, располагающейся к югу от месторождения окаменелостей. Видовое название costalis — «рёберная» — отражает наличие продольных, слегка приподнятых полос на поверхности тела животного.
Всего известно 14 образцов маккензии, что составляет менее 0,03 % от всех известных окаменелостей пластов филлоподов.
Систематическое положении маккензии остаётся до конца не известным. Консенсус имеется только в отнесении её к типу стрекающих, как это было сделано ещё первооткрывателем вида. Палеонтолог Р. Дженкинс (R. J. F. Jenkins) предположил, что несмотря на отсутствие щупалец у маккензии, она может быть близкой к актиниям. Существование таких современных актиний, как Limnactinia nuda, потерявших в ходе эволюции свои щупальца, но отрастивших взамен очень крупные стрекательные клетки, позволяет считать это предположение весьма правдоподобным. В 1989 году английским палеонтологом Саймоном Конвейем Моррисом была выдвинута гипотеза, что маккензию также можно рассматривать в качестве потомка эдиакарской биоты, кроме того, иногда маккензий сближают с другими похожими ископаемыми животными, например инариями (Inaria). Последние были сидячими морскими бентосные организмами с радиальной симметрией, которые описывались как стрекающие без щупалец, хотя для их классификации также имеется мало данных.

## Описание
На окаменелостях тело маккензий удлинённое, цилиндрической формы, без каких-либо явных придатков или расширений. Тело имеет практически одинаковую ширину на всем протяжении, с тупыми концами. Длина найденных находится в пределах 25—158 мм, и в среднем составляет 86,5 мм. У особей, чья длина менее 100 мм, ширина прямо пропорциональна длине, а у более крупных особей ширина почти не увеличивается (это отражает, предположительно, бо́льшую посмертную растянутость экземпляров) и весьма сильно варьирует. Последнее указывает, по всей видимости, на способность животных к мышечному сокращению. На поверхности тела имеются 8—10 продольных полос, слегка приподнятых над покровами тела. Уолкотт полагал, что маккензии при жизни не были поперечно округлыми, а возвышающиеся полосы были значительно выраженными выпуклостями или гребнями, которые уплощились при процессе окаменения. В ходе дальнейших исследований данное предположение было подтверждено тем, что у некоторых экземпляров дистальный конец имел лопастную форму. К этому концу как раз и могли сходиться гребни. На проксимальном конце тела вероятно располагался орган для прикрепления к субстрату — так интерпретируется структура, найденная только лишь у одного экземпляра: вырост, соединённый с остальным телом при помощи узкого стебелька. Вероятно, это был втягивающийся прикрепительный диск.
Наиболее заметными особенностями внутреннего строения являются светоотражающие (на окаменелостях) нити, которые в настоящее время интерпретируются учёными как расширение стенки тела во внутреннюю полость, наподобие септ у коралловых полипов. Также хорошо заметной является линзоподобная вытянутая структура, располагающаяся в стороне предполагаемого ротового отверстия, или в средней части тела. Возможно, эта структура представляет собой остатки «желудка».
Маккензия не обладала щупальцами или другими очевидными хватательными приспособлениями, а в её окаменелостях не идентифицируются какие-либо остатки пищи, которые свидетельствовали бы о её рационе. Маккензия была сидячим бентосным организмом, на подтверждается отсутствие у неё каких-либо явных приспособлений для плавания в толще воды. При таком образе жизни вероятными являются либо некоторые виды хищничества, либо фильтрация воды. Например, возможно предположить, что путём резких сокращений мышц маккензия могла всасывать проплывающую мимо добычу в центральную пищеварительную полость. Либо ряды мерцательных клеток могли создавать циркуляцию окружающей воды, что приводило бы к оседанию частичек пищи вблизи ротового отверстия либо на поверхности тела, а затем эти частицы направлялись ресничками ко рту.
Большинство известных образцов маккензий не содержат какого-либо прижизненного субстрата, но некоторые на проксимальном конце тела имеют небольшое скопление скелетных обломков — спикул губок и брахиопод. Эти скопления трактуются, как «мусор» в месте прикрепления маккензий к субстрату. Другие же экземпляры прикреплены к стеблям каких-то иглокожих — это вряд ли является случайным соединением окаменелостей из-за редкости обоих в сланцах Бёрджес.